# Jahrestagung
Als Jahrestagung wird das jährliche Treffen einiger Organisationen, wissenschaftlicher Gesellschaften und verschiedener Arbeitsgemeinschaften bezeichnet.
Solche jährliche Tagungen dienen neben der Funktion als Generalversammlung auch der Kommunikation der Mitglieder und der Publikation wichtiger Forschungsergebnisse. Oft werden im Rahmen von Jahrestagungen Auszeichnungen, Wissenschaftspreise oder Stipendien verliehen.
Im Bereich von Kunst und Kultur kombinieren manche Foren ihre Jahrestagung auch mit einem künstlerischen Wettbewerb, etwa einem Schreib- oder Musikwettbewerb.